# نوفيل سان فاس
نوفيل سان فاس (بالفرنسية: Neuville-Saint-Vaast)‏ هي بلدية تقع في إقليم باد كاليه من منطقة نور با دو كاليه في شمال فرنسا. تبلغ مساحة هذه المدينة 12.59 (كم²)، وترتفع عن سطح البحر 107 م، يبلغ عدد سكانها 1520 نسمة حسب إحصاء المعهد الوطني للإحصاء والدراسات الاقتصادية سنة 2009 م. وترأس Jean-Pierre Puchois البلدية خلال فترة (2008-2014).